# Wereldhave
Wereldhave NV is een Nederlandse beursgenoteerde onderneming die investeert in vastgoed.
Wereldhave is opgericht in 1930 en heeft beleggingen in vastgoed, vooral in winkelcentra. De huuropbrengsten en waardestijgingen van deze gebouwen vormen de winst van Wereldhave. Per jaareinde 2023 was de waarde van het vastgoed zo'n 2,1 miljard euro en dit was als volgt over de landen verdeeld:
- Nederland: 48% (2020: 36%)
- België: 44% (36%)
- Frankrijk: 8% (27%)

Veruit het meeste vermogen was vastgelegd in winkelruimte en slechts een marginaal deel in kantoren.
In februari 2020 werd een beleidswijziging aangekondigd. Het bedrijf wil meer kantoren, fitnesscentra en andere huurders aantrekken en het aandeel van de winkels in de portefeuille reduceren. Door winkelcentra te verkopen wil het bedrijf 1 miljard euro ophalen. De verkoopopbrengst wordt gebruikt om bestaande winkelcentra op te knappen en de schulden te verlagen. In juli 2021 verkocht Wereldhave vier van de zes Franse winkelcentra in Rouen, Le Havre en Straatsburg voor 305 miljoen euro aan vastgoedbelegger Lighthouse Capital.
Traditioneel wordt bijna het gehele directe resultaat uitgekeerd aan de aandeelhouders als dividend.